# 肥田晴三
肥田 晴三（ひだ はるぞう、1952年8月6日 - ）は、日本の数学者で、数論・代数幾何学・モジュラー形式の研究で著名である。大阪府堺市出身。

## 経歴
肥田は、京都大学から1975年学士号を、1977年修士号を、1980年「志村曲線のヤコビアンの因子としての虚数乗法を持つアーベル多様体」(On Abelian Varieties with Complex Multiplication as Factors of the Jacobians of Shimura Curves)の論文により博士号を得た。しかし一方、1977年肥田は京都大学を去った。1977年から1984年まで北海道大学助教授、1984年から1887年まで同大准教授だった。1987年からカリフォルニア大学ロサンゼルス校で教授を務めている。1979年から1981年までプリンストン高等研究所の訪問研究者だった。
1986年肥田は、バークレーの国際数学者会議の招待講演者だった。1991年、肥田はグッゲンハイム・フェローシップを受賞した。1992年、代数群のp進L-関数とp進ヘッケ環に関する研究に対して、日本数学会の春季賞を肥田は受賞した。2012年、肥田はアメリカ数学会のフェローに選出された。2019年、1986年にInventiones Mathematicaeで発行された「Galois representations into GL2(Zp[[X]]) attached to ordinary cusp forms」という非常に独創的な論文に対して、独創的研究部門のスティール賞を受賞した。
アンドリュー・ワイルズによるフェルマーの最終定理の証明には、肥田理論が使用されている。

## 代表的な著作物
- Elementary theory of L-functions and Eisenstein series, Cambridge University Press, 1993[7]
- Modular forms and Galois cohomology, Cambridge University Press, 2000
- Geometric modular forms and elliptic curves, World Scientific, 2000
- p-Adic automorphic forms on Shimura varieties, Springer, 2004[8]
- Hilbert modular forms and Iwasawa theory, Oxford University Press, 2006